# Nimpšov
Nimpšov település Csehországban, a Třebíči járásban. Nimpšov Dědice, Kojatice és Nové Syrovice településekkel határos. Lakosainak száma 56 fő (2024. január 1.).

## Népesség
A település lakosságának változását az alábbi diagram mutatja:
| Lakosok száma | 239  | 297  | 266  | 149  | 105  | 59   | 57   | 52   | 52   | 56   |
|               | 1869 | 1900 | 1921 | 1961 | 1980 | 2011 | 2016 | 2019 | 2021 | 2024 |